# احمد اتابکی
میرزا احمدخان مشیراعظم (۱۲۶۲خ تهران - ۱۳۱۶خ تهران) که نام خانوادگی اتابکی برگزید، دولتمرد دوره قاجار و پهلوی بود.
میرزا احمدخان پسر دوم میرزا علی اصغرخان امین‌السلطان (اتابک اعظم) صدراعظم دوران مظفرالدین شاه و محمدعلی شاه بود. تحصیلات معمول را در تهران کرد و کار را زیر نظر پدر آغاز کرد. پدرش از مظفرالدین شاه برایش لقب مشیراعظم گرفت. در ۱۲۸۲ خورشیدی که پدرش از صدارت برکنار شد و به سفر دور دنیا رفت، او را همراهی کرد. پس از بازگشت به ایران که پدرش در دوره محمدعلی شاه به صدارت رسید نیز در دستگاه پدرش کار می‌کرد. در سال ۱۲۸۸ که محمدعلی شاه از سلطنت خلع شد و احمدشاه به جایش نشست، به پیشنهاد مستوفی‌الممالک رئیس تشریفات دربار شد. در سال ۱۲۹۵ در دولت محمدولی خان سپهداراعظم تنکابنی وزیر فوائد عامه و پست و تلگراف شد. در انتخابات دوره پنجم به نمایندگی از فسا و داراب به مجلس رفت. این مجلس رأی به انقراض قاجاریه و انتقال سلطنت به رضاشاه داد. در دوره رضاشاه در سال ۱۳۰۵ اتابکی در دولت مستوفی‌الممالک بار دیگر وزیر پست و تلگراف شد.